# Західно-Солохівське газоконденсатне родовище
Західно-Солохівське газоконденсатне родовище — газоконденсатне родовище, що належить до Глинсько-Солохівського газонафтоносного району Східного нафтогазоносного регіону України.

## Опис
Розташоване в Полтавській області на відстані 25 км від м. Зіньків.
Знаходиться в приосьовій зоні Дніпровсько-Донецької западини в межах Солохівсько-Диканського валу.
Структура виявлена в 1964 р. і у верхньовізейських відкладах являє собою півн.-зах. перикліналь Солохівської складки, а у нижньовізейських — окрема антикліналь. Її розміри по ізогіпсі — 5450 м 4,5х2,5 м, амплітуда близько 100 м. Перший промисл. приплив газу отримано з верхньовізейських відкладів з інт. 3485-3544 м у 1972 р.
Поклади пластові, склепінчасті, тектонічно екрановані та літологічно обмежені.
Експлуатується з 1973 р. Режим покладів газовий. Запаси початкові видобувні категорій А+В+С1: газу — 4032 млн. м³; конденсату — 571 тис. т.